# کاترین رول-ماتین
کاترین رول-ماتین (انگلیسی: Cathrine Roll-Matthiesen؛ زادهٔ ۲۳ سپتامبر ۱۹۶۷) بازیکن هندبال اهل نروژ است.